# Вентспилс-2 (футбольный клуб)
Футбо́льный клуб «Ве́нтспилс-2» (латыш. Futbola klubs „Ventspils-2”) — латвийский футбольный клуб из города Вентспилс, является фарм-клубом «Вентспилса».
В сезоне 1997 года, а также с 2004 по 2006 год «Вентспилс-2» играл в Первой лиге Латвии. В 2007 году начали проводить чемпионат дублёров клубов Высшей лиги, в котором стал играть молодёжный состав «Вентспилса».
После сезона 2009 года чемпионат дублёров прекратил своё существование, но так как в Высшую лигу был приглашён другой вентспилсский клуб — «Транзит», то восстанавливать «Вентспилс-2» не стали, а все резервы вложили в данный фарм-клуб.
В конце сезона 2010 года руководство «Транзита» решило отказаться от дальнейшего участия в Высшей лиги Латвии, а сам клуб было решено реорганизовать в «Вентспилс-2» и в дальнейшем играть в Первой лиге.

## Результаты выступлений
| В чемпионатах Латвии | В чемпионатах Латвии                     | В чемпионатах Латвии                     | В чемпионатах Латвии                     | В чемпионатах Латвии                     | В чемпионатах Латвии                     | В чемпионатах Латвии                     | В чемпионатах Латвии                     | В чемпионатах Латвии                     |
| Сезон                | Лига*                                    | Место                                    | И                                        | В                                        | Н                                        | П                                        | Голы                                     | О                                        |
| -------------------- | ---------------------------------------- | ---------------------------------------- | ---------------------------------------- | ---------------------------------------- | ---------------------------------------- | ---------------------------------------- | ---------------------------------------- | ---------------------------------------- |
| 1997                 | Первая лига                              | 4                                        | 26                                       | 12                                       | 9                                        | 5                                        | 63‒40                                    | 45                                       |
| 1998                 | Чемпионат дублёров                       | 2                                        | 28                                       | 16                                       | 5                                        | 7                                        | 56‒35                                    | 53                                       |
| 1999                 | Чемпионат дублёров                       | 7                                        | 28                                       | 7                                        | 5                                        | 16                                       | 31‒55                                    | 26                                       |
| 2000                 | Чемпионат дублёров                       | 3                                        | 28                                       | 16                                       | 3                                        | 9                                        | 60‒33                                    | 51                                       |
| 2001                 | Чемпионат дублёров                       | 2                                        | 28                                       | 17                                       | 6                                        | 5                                        | 73‒32                                    | 57                                       |
| 2002                 | Чемпионат дублёров                       | 4                                        | 26                                       | 10                                       | 6                                        | 10                                       | 55‒34                                    | 36                                       |
| 2003                 | Чемпионат дублёров                       | 1                                        | 26                                       | 19                                       | 3                                        | 4                                        | 69‒14                                    | 60                                       |
| 2004                 | Первая лига                              | 1                                        | 26                                       | 20                                       | 4                                        | 2                                        | 74‒11                                    | 64                                       |
| 2005                 | Первая лига                              | 2                                        | 26                                       | 15                                       | 7                                        | 4                                        | 98‒25                                    | 52                                       |
| 2006                 | Первая лига                              | 4                                        | 30                                       | 20                                       | 4                                        | 6                                        | 108‒25                                   | 64                                       |
| 2007                 | Чемпионат дублёров                       | 2                                        | 28                                       | 18                                       | 4                                        | 6                                        | 60‒26                                    | 58                                       |
| 2008                 | Чемпионат дублёров                       | 1                                        | 28                                       | 18                                       | 7                                        | 3                                        | 70‒13                                    | 61                                       |
| 2009                 | Не принимал участие в чемпионате Латвии. | Не принимал участие в чемпионате Латвии. | Не принимал участие в чемпионате Латвии. | Не принимал участие в чемпионате Латвии. | Не принимал участие в чемпионате Латвии. | Не принимал участие в чемпионате Латвии. | Не принимал участие в чемпионате Латвии. | Не принимал участие в чемпионате Латвии. |
| 2010                 | Не принимал участие в чемпионате Латвии. | Не принимал участие в чемпионате Латвии. | Не принимал участие в чемпионате Латвии. | Не принимал участие в чемпионате Латвии. | Не принимал участие в чемпионате Латвии. | Не принимал участие в чемпионате Латвии. | Не принимал участие в чемпионате Латвии. | Не принимал участие в чемпионате Латвии. |
| 2011                 | Первая лига                              | 6                                        | 24                                       | 9                                        | 7                                        | 8                                        | 45‒32                                    | 34                                       |
| 2012                 | Первая лига                              | 6                                        | 26                                       | 15                                       | 3                                        | 8                                        | 57‒37                                    | 48                                       |
| 2013                 | Первая лига                              | 4                                        | 30                                       | 18                                       | 3                                        | 9                                        | 68‒27                                    | 57                                       |
| 2014                 | Чемпионат дублёров                       | 1                                        | 27                                       | 26                                       | 1                                        | 0                                        | 97‒11                                    | 79                                       |

* В чемпионатах дублёров клуб выступал под названием основного клуба.

## Главные тренеры
- Сергей Семёнов (1999—2004)
- Игорь Кичигин (2011)
- Юргис Пучинскас (2012)
- Марис Смирнов (2012)
- Александр Жижманов (с 2013 года)